# Lúcio Mânlio Vulsão Longo
Lúcio Mânlio Vulsão Longo (em latim: Lucius Manlius Vulso Longus) foi um político da gente Mânlia da República Romana eleito cônsul por duas vezes, em 256 e 250 a.C., com Quinto Cedício e Caio Atílio Régulo Serrano. É considerado um dos heróis romanos da Primeira Guerra Púnica.
Seu pai, Aulo Mânlio Capitolino, foi tribuno consular quatro vezes entre 389 e 370 a.C.

## Carreira
Durante sua carreira, Lúcio Mânlio concorreu ao consulado diversas vezes e vencendo em duas ocasiões. Em ambas, liderou vitoriosas campanhas militares. Ele concorreu a primeira vez em 259 a.C., mas perdeu para Lúcio Cornélio Cipião. Em seguida, venceu as eleições em 256 e 250,

### Primeiro consulado (256 a.C.)
Foi eleito pela primeira vez com Quinto Cedício em 256 a.C., o nono ano da Primeira Guerra Púnica. Como seu colega morreu no início do mandato, Marco Atílio Régulo foi nomeado como cônsul sufecto em seu lugar. Roma preparou uma grande frota com 330 navios e 140 000 soldados na infantaria e os dois cônsules embarcaram para o norte da África, em direção a Cartago, que havia reunido 350 navios e 150 000 soldados. Numa batalha que ficou conhecida como Batalha de Ecnomo, os romanos iniciaram as operações formados em três esquadras. Duas delas, comandadas por Régulo e Vulsão, iam à frente. A outra estava na retaguarda protegendo os navios que transportavam os cavalos romanos. A frota navegava em formação triangular, que oferecia melhor proteção.
Os cartagineses estavam posicionados numa longa linha horizontal com Amílcar no centro e duas alas ligeiramente avançadas nos flancos. Estas alas avançaram, deixando a linha central isolada, o que fez dela um alvo imediatamente. As duas primeiras esquadras foram responsáveis pelo ataque ao centro da tropa cartaginesa. Como os soldados estavam lutando sob a liderança dos dois cônsules, que estavam pessoalmente envolvidos no combate, o moral das tropas era alto e os cartagineses acabaram derrotados depois de uma dura batalha. Em seguida, as esquadradas seguiram para liberar a retaguarda. A esquadra de Vulsão perseguiu a ala esquerda cartaginesa, que estava atacando os navios de transporte enquanto Régulo seguiu diretamente para atacar o almirante Hanão. Salvar os transportes foi essencial para as vitórias romanas seguintes em Aspis ou Clupea (Kélibia, na Tunísia) pois neles estavam os cavalos da cavalaria, a comida e os suprimentos necessários para um exército em terra. Depois da batalha, cerca de metade da frota cartaginesa foi capturada ou afundada. Os dois cônsules desembarcaram na África, rapidamente se reorganizaram e embarcaram novamente em direção a Cabo Bon, desembarcando perto de Aspis, cercando a cidade e deixando ali uma guarnição. Em seguida, os cônsules enviaram as tropas para saquear a região, que era muito próspera. Os soldados reuniram o gado, queimaram as casas dos ricos, capturaram muitos escravos e destruíram as defesas das cidades. Neste meio tempo, o Senado instruiu que um dos cônsules voltasse a Roma com a frota deixando o outro na África com o exército. Lúcio Mânlio voltou com a frota, o butim e os prisioneiros (cerca de 20 000). Marco Atílio Régulo ficou com quarenta navios, 1 500 elefantes e 500 cavaleiros.
Foi celebrado um triunfo na sua honra.

Teatro de operações da Primeira Guerra Púnica entre 258 e 256 a.C..
Território siracusano
Território cartaginês
Territórios romanos
1. Batalha naval em Tindaris. Vitória naval cartaginesa em 260, 258 e 257 a.C..
2. Ataque romano a Panormo. Recuo em 258 a.C..
3. Romanos capturam Mitistrato (258 a.C.).
4. Romanos retomam Enna e Camarina (258 a.C.).
5. Vitória naval romana na Batalha de Ecnomo (256 a.C.).
6. Marco Atílio Régulo invade a África (256 a.C.).

### Segundo consulado (250 a.C.)

Teatro de operações da Primeira Guerra Púnica entre 250 e 249 a.C..
Território siracusano
Território cartaginês
Territórios romanos
1. A caminho de Lilibeu, os romanos tomam Heracleia Minoa e Selinunte (250 a. C.).
2. Ataque naval romano a Lilibeu abortado (250 a. C.).
3. Depois da derrota em Lilibeu, os romanos cercam Érice (250 a. C.).
4. Derrota naval romana em Drépano (249 a. C.).

Lúcio foi eleito novamente em 250 a.C., o décimo-quinto ano da Primeira Guerra Púnica, desta vez com Caio Atílio Régulo Serrano, um mandato que lhe impôs muito mais dificuldades que o anterior. Nos anos anteriores, os romanos sofreram com campanhas militares fracassadas. Depois de perder 150 navios durante uma tempestade em alto mar, os romanos praticamente desistiram da guerra marítima. Limitados ao combate em terra, os romanos receberam a notícia da perda quase metade de suas tropas na África depois de um estouro de elefantes, o que criou um grande temor em relação a estes grandes animais entre a tropa, que se recusava a se aproximar deles. Depois disto, o exército sofreu uma queda generalizada no moral, o que um segundo mandato do vitorioso Lúcio Mânlio ajudaria a consertar. Com Caio Atílio, ele construiu 50 navios e montou uma enorme campanha para arregimentar marinheiros e organizar a frota. Nesse ínterim, Asdrúbal marchou com seu exército de Lilibeu e acampou perto de Panormo (Palermo) em julho, onde Cecílio conseguiu que os elefantes cartagineses estourassem sobre suas próprias linhas, o que aumentou a confiança do exército. Com isto, os cônsules viram uma oportunidade de encerrar a guerra. Eles navegaram para a Sicília com cerca de 120 navios na tropa e desembarcaram em Lilibeu para cercar a cidade. Os romanos acreditavam que, se tivessem o controle do porto, seria fácil determinar o resultado da guerra, algo que os cartagineses também compreendiam e, por isso, reuniram todas as suas forças para defender a cidade: cerca de 10 000 mercenários, celtas e gregos.
Os romanos foram derrotados pelos ataques-surpresa dos cartagineses. Eles levaram 50 navios da África, comandados por Aníbal, para tentar salvar a cidade atacando diretamente o centro do porto. Os romanos não tentaram impedir a chegada da frota por causa da surpresa e dos ventos desfavoráveis. Logo depois, batalhas entre os dois exércitos irromperam e terminaram com os cartagineses recuando e os romanos mantendo o bloqueio naval. Posteriormente, os cartagineses derrotaram os romanos definitivamente ao atearem fogo aos locais conquistados por eles. Mesmo depois das grandes perdas sofridas em Lilibeia, Lúcio Mânlio conseguiu, em Roma, rapidamente recrutar mais 10 000 marinheiros e correu para a Sicília com o objetivo de atacar Drépano, uma cidade portuária a pouco mais de 30 quilômetros de Lilibeia. A tentativa romana durante o segundo mandato de Lúcio Mânlio fracassou, mas revelou suas habilidades de liderança através de sua capacidade de recrutar marinheiros mesmo depois de duras perdas, o que manteve Roma no caminho da vitória final da Primeira Guerra Púnica.

## Morte
Lúcio Mânlio Vulsão Longo morreu em 216 a.C., mas nada se sabe sobre como ele morreu. 